# Clonroche
Clonroche, en irlandais : Cluain an Róistigh, est un village qui se situe dans le comté de Wexford en Irlande, à 15 km à l'ouest d'Enniscorthy. Au dernier recensement, il comptait 326 habitants.